# Tyler George
Tyler George (ur. 6 października 1982 w Duluth) – amerykański curler i menedżer, mistrz olimpijski z 2018.
Jest trzecim i wiceskipem w drużynie Johna Shustera.

## Życie prywatne
Tyler George rozpoczął uprawiać curling w 1994. Dyscyplinę tę na poziomie międzynarodowym uprawia również jego siostra Courtney, olimpijka z Turynu. George pracuje jako dyrektor generalny detalisty alkoholowego George's Liquor.

## Wyniki
- igrzyska olimpijskie
  - Pjongczang 2018 – 1. miejsce
- mistrzostwa świata mężczyzn
  - 2010 - 4. miejsce
  - 2015 - 5. miejsce
  - 2016 - 3. miejsce
  - 2017 - 4. miejsce
- mistrzostwa świata juniorów
  - 2001 - 3. miejsce